# The Leader
Pour les articles homonymes, voir Leader (homonymie).
 (février 2019).
The Leader (chinois simplifié : 领风者 ; pinyin : Lǐng fēng zhě) est une série télévisée d'animation chinoise produite par le site web Bilibili. C'est une fiction historique inspirée de la vie de Karl Marx et commémorant les 200 ans de sa naissance.

## Synopsis
La série raconte la vie de Marx et aborde ses thèses politiques et économiques. Elle illustre également la romance du penseur avec sa compagne Jenny von Westphalen et son amitié avec Friedrich Engels. 

## Liste des épisodes
1. Une jeunesse différente
2. Défendre les droits du peuple
3. Une nouvelle vision du monde
4. Les grand débuts du socialisme scientifique
5. Un chef-d'œuvre intemporel, Le Capital
6. La Première Internationale
7. Marx forever

## Anime
Annoncée le 19 décembre 2018,, la série The Leader est produite par Bilibili avec la participation de l'Office central de recherche et de construction de la théorie marxiste, du journal Le Quotidien du Peuple, du think tank Weiming Culture Media, de l'Académie chinoise des sciences sociales, ainsi que des départements propagande du comité du Parti en Mongolie-Intérieure et du comité central de la Ligue de la jeunesse communiste chinoise. L'animation est réalisée par Dongmantang ou Wawayu, selon les sources.
La série est diffusée à partir du 28 janvier 2019 sur Bilibili. Elle rencontre un certain succès à son lancement, le premier épisode étant visionné près de 3 millions de fois en moins de 24 h.

## Manhua
La série fait l'objet d'une adaptation en manhua. Le premier volume est publié par Zhejiang Juvenile and Children's Publishing House en janvier 2019,.

## Personnages historiques apparaissant[10]
Dans l'ordre d'apparition :
- Friedrich Engels (philosophe, sociologue, anthropologue et un théoricien socialiste et communiste, grand ami de Karl Marx).
- Karl Marx (philosophe, économiste, historien, sociologue, journaliste, théoricien de la révolution, socialiste et communiste prussien).
- Jenny von Westphalen (activiste, critique de théâtre et sociologue. Elle est également la femme de Karl Marx).
- Ferdinand von Westphalen (homme politique, ancien Ministre de l'Intérieur de Prusse et demi-frère de Jenny von Westphalen).
- Heinrich Marx (avocat allemand et père de Karl Marx).
- Bruno Bauer (théologien, philosophe et historien allemand).
- Governor Chappel
- Arnold Ruge (penseur politique allemand de la gauche hégélienne (jeunes hégéliens).
- Elisabeth von Veltheim (épouse de Johann Ludwig von Westphalen, mère de Ferdinand von Westphalen et belle-mère de Jenny Marx).
- Heinrich Heine (écrivain et poète allemand).
- Helene Demuth (gouvernante du couple Jenny et Karl Marx, puis de Friedrich Engels).
- Wilhelm Weitling (théoricien, écrivain et agitateur social allemand).
- Moore (représentant de la Ligue des justes).
- Jenny Marx Longuet (militante socialiste et fille aînée de Jenny von Westphalen et de Karl Marx).
- Laura Marx (militante socialiste et deuxième fille de Karl Marx et de Jenny von Westphalen. Elle deviendra l'épouse de Paul Lafargue).
- Edgar Marx (premier fils et troisième enfant de Jenny von Westphalen et de Karl Marx. Mort prématurément en 1855 à 8ans).
- Mikhaïl Bakounine (révolutionnaire, théoricien de l'anarchisme et philosophe russe).
- Eleanor Marx (écrivaine et militante socialiste. Elle est le sixième enfant et la cinquième fille de Jenny von Westphalen et de Karl Marx).
- Wilhelm Liebknecht (socialiste et révolutionnaire allemand, cofondateur du Parti social-démocrate d'Allemagne).